# Publius Metilius Secundus
Publius Metilius Secundus war ein im 2. Jahrhundert n. Chr. lebender römischer Politiker.
Er kommandierte die legio XI Claudia. Durch eine Inschrift, die auf 122/123 datiert wird, ist nachgewiesen, dass er zu diesem Zeitpunkt Legat der Legio III Augusta in der Provinz Africa war. Aus der Inschrift geht auch hervor, dass er bereits als consul designatus bezeichnet wird. Durch Militärdiplome ist belegt, dass Secundus am 16. Juni 123 zusammen mit Titus Prifernius Paetus Rosianus Geminus Suffektkonsul war. Anschließend curator operum publicorum (Verwalter für öffentliche Bauprojekte) und Legat einer unbekannten konsularen Provinz. Zudem war er frater Arvalis. 